# 双倍数据速率

单倍数据速率、双倍数据速率和四倍数据速率的比较

在计算中，以双倍数据速率（英語：double data rate，縮寫：DDR）运行的计算机总线在定时器信号的上下行信号边缘传输数据。此方式或称为双泵浦和双过渡。术语切换模式用于NAND闪存的上下文中。

## 概述
设计定时器电子电路的最简单方法是让它在定时器信号的每个完整周期内（上行和下行）执行一次传输。但此时设计者要求时钟信号每次传输改变两次（而数据线每次传输最多改变一次）。在高带宽模式下运行时，信号完整性限制会影响时钟频率。通过使用定时器的两路信号边缘，数据信号以同等限制频率运行，继而使数据传输速率翻倍。
该技术已用于微处理器前端总线、 Ultra-3 SCSI 、扩展总线（AGP 、PCI-X）、显存（GDDR）、主内存（RDRAM和DDR1~DDR5系列）以及AMD速龙64处理器上的HyperTransport总线。近期，此技术被用于需要高数据传输速度的其他系统（例如類比數位轉換器的输出）。 
双倍数据速率不应与双通道混淆，在双通道中，每个内存通道同时访问两个RAM模块。两者互不隶属，而许多主板通过在双通道配置中使用双倍数据速率内存来同时运用这两种技术。
双倍（或四倍）数据速率的替代方案是使链路自我定时器（InfiniBand和PCI Express采用了此替代方案）。

## 带宽与频率的关系
描述双泵总线的带宽可能会令人困惑。每个计时器信号边缘被称为拍，每个周期有两个节拍（一个上拍和一个下拍）。从技术上讲，赫兹是每秒周期的单位，但很多人指的是“每秒传输次数”。严谨用法一般称“500兆赫，双倍数据速率”或“1000MT/s ”，但很多人随便指的是“100兆赫总线”（即使没有信号周期快于500兆赫）。
DDR SDRAM普及了以每兆字节/每秒为码率单位引用总线带宽的技术，使用100兆赫定时器运行的DDR SDRAM称为DDR-200（在其每秒200MT数据传输速率以上），以该数据速率运行的64位（8字节）宽DIMM称为PC-1600（在其每秒1600兆峰值（理论）带宽以上）。同样，1.6 GT/s传输速率DDR3-1600别称PC3-12800。
双倍数据速率模块常用名称的部分示例如下：
| 名称                 | 内存时钟（MHz） | I/O 总线时钟（MHz） | 數據速率    | 理论带宽   |
| -------------------- | --------------- | ------------------- | ----------- | ---------- |
| DDR-200、PC-1600     | 100             | 100                 | 200MT/每秒  | 1.6 GB/秒  |
| DDR-400、PC-3200     | 200             | 200                 | 400MT/每秒  | 3.2 GB/秒  |
| DDR2-800、PC2-6400   | 200             | 400                 | 800MT/每秒  | 6.4 GB/秒  |
| DDR3-1600、PC3-12800 | 200             | 800                 | 1600MT/每秒 | 12.8 GB/秒 |
| DDR4-2400、PC4-19200 | 300             | 1200                | 2400MT/每秒 | 19.2 GB/秒 |
| DDR4-3200、PC4-25600 | 400             | 1600                | 3200MT/每秒 | 25.6 GB/秒 |
| DDR5-4800、PC5-38400 | 300             | 2400                | 4800MT/每秒 | 38.4 GB/秒 |
| DDR5-6400、PC5-51200 | 400             | 3200                | 6400MT/每秒 | 51.2 GB/秒 |

DDR SDRAM 仅在数据线上使用双倍数据速率信令。地址和控制信号仍会在每个定时器周期（准确地说是在时钟的上升缘）向DRAM发送一次信号，并且在定时器周期中指定时序参数（例如CAS延迟）。一些不太常见的DRAM接口，（特别是LPDDR2 、 GDDR5和XDR DRAM）使用双倍数据速率发送命令和地址。 DDR5使用两条7位双倍数据速率命令/地址总线连接到每个DIMM，其中一个寄存器内存的定时器驱动器芯片将其转换为每个存储芯片的14位SDR总线。